# Sevapharma
SEVAPHARMA a.s. je česká farmaceutická firma v insolvenci.

## Historie
Po první světové válce a vzniku republiky byl v ČSR založen s pomocí Rockefellerovy nadace Státní zdravotní ústav (SZÚ). Mimo jiné začal vyrábět profylaktická a léčivá séra a očkovací látky. Ve třicátých letech pak SZÚ již vyvážel séra do Německa, Jugoslávie, Bulharska a na Střední Východ. Tehdy SZÚ vyráběl řadu preparátů proti tetanu, vzteklině, spalničkám, záškrtu, spále, dávivému kašli, séra antipneumokoková, antimeningoková, začal výzkum alergenů.
Po druhé světové válce se sortiment soustředil na imunobiologickou výrobu, která prošla řadou reorganizací a v 60. letech byla součástí Ústavu sér a očkovacích látek (ÚSOL). Tehdy se rozvinula příprava imunomodulátorů, jejichž účelem je povzbudit imunitní schopnosti organismu. Jedním ze směrů výzkumu se stala buněčná imunita. Vedle výroby vakcín probíhal vlastní výzkum a úzce se spolupracovalo s lékařskými fakultami Univerzity Karlovy, s pracovišti ČSAV, zejména v Brně a Bratislavě.
V roce 1994 byla státem založena na základech ÚSOL akciová společnost Sevac. Za vlády Václava Klause bylo rozhodnuto o vybudování národního zpracovatele plasmy v areálu Bohumile, kde měl už před válkou Státní zdravotní ústav farmu pro výrobu sér. Do výstavby bylo investováno 800 milionů korun, ale celý projekt nikdy nezačal fungovat a vláda Miloše Zemana roku 2000 rozhodla o jeho ukončení. Předlužený Sevac se zakonzervovanou továrnou nakonec skončil v likvidaci. Stát se rozhodl řešit svůj zájem ve společnosti vyčleněním všech výrob ze Sevac, a.s. do nově založené společnosti SEVAPHARMA a.s., jejímž jediným akcionářem byl Sevac, a.s. Sevapharma byla zapsána do obchodního rejstříku 1. 6. 1997, následně došlo k privatizaci firmy. 
Sevapharma byla prodána za padesát milionů korun kamarádovi Miroslava Šloufa, fotbalovému podnikateli Janu Gottvaldovi. Ten převedl výrobu sér na Slovensko a pozemky obratem prodal za 350 milionů korun developerovi.
V roce 2004 se jediným akcionářem stala developerská společnost Sekyra Group řízená Luďkem Sekyrou. V následujícím roce nový vlastník převedl výrobní areál společnosti v Praze na Vinohradech (bývalou čokoládovnu Orion) na nově založenou společnost Rezidence Korunní a společnost Sevapharma prodal.